# Henri Monier (homme politique)
Pour les articles homonymes, voir Monier.
Henri Monier est un homme politique français né le 3 septembre 1807 à Orange (Vaucluse) et décédé le 3 septembre 1873.

## Biographie
Henri Monier se présente aux élections législatives de 1848, sans succès. Sous l'Empire, il met sa carrière politique entre parenthèses. Ce n'est qu'en 1871 qu'il se présente de nouveau devant les électeurs, et est élu. Il meurt en cours de mandat.

## À voir aussi